# 北海道通信社
北海道通信社（ほっかいどうつうしんしゃ）は、北海道内をエリアに建設分野と教育分野の2つのジャンルに特化した専門紙を発行する会社。「北海道通信日刊建設版」「北海道通信日刊教育版」を発行する。

## 概要
1950年10月に旭川市で「北海建設新報社」として設立。翌年に札幌市に移転し、1954年に社名を現在の物とする。タブロイド横判の特殊形で、発行部数は日刊建設版が2000部、日刊教育版が1000部。土日、祝日休刊。
発行部数は少ないものの、支社、支局など17拠点ある。ほぼ新聞のスタイルだが、自社では「新聞社」と謳っていない。社名は通信社だが、配信先会社はない。印刷は本社内の工場で行っている。
将来的には専門紙を数多く発行する総合通信社構想を持ちかつては行政版、PTA教育版を試行で発刊したことがあるが、余りにも隙間分野なために取り止めた。1993年にはFM放送局開局に向け「エフエムニュー北海道」を設立したが、現在のFMノースウェーブとの争いに負け断念している。
1958年には、労使の対立から北海道建設新聞社と会社を分けた経緯がある。今でも両社の社長は兄弟で、最大のライバル会社と意識している。

2014年1月、札幌国税局の税務調査を受け、約2億円の所得隠しを指摘されたことが分かった。役員報酬に見せかけて資金をプールし、取引先の経営者らの名義を借りて、副社長でもあった松木謙公前衆議院議員（当時、網走・宗谷両管内からなる北海道第12区選出）の政治団体に献金していたとされる。
2018年1月11日、代表取締役社長の松木慶喜の死去（享年88）に伴い、息子の謙公が昇格してその座を引き継いだ。尚、謙公は2021年4月25日に行われた衆議院補欠選挙北海道2区において立憲民主党の公認および・国民民主党・社会民主党・日本共産党北海道委員会からの推薦を受け出馬し当選している。

## 日刊建設版
- 建設業者、資材業者が主な購読者。通常16頁建て。
- 紙面は道内官公庁から日々発注される公共工事の入札メンバー、落札金額、工事情報を細大漏らさず掲載。発注官公庁別の受注実績ランキングなど、データものを得意分野とし、紙面スペースの大半がこれら業者名、金額、工事名で埋まっている。記事ものとしては、業界人をピックアップした「横顔」欄、土木工事を中心とした大型物件計画のニュース、受注業者の製品情報などがある。このうち、入札メンバーの掲載は、広く事実を世間に周知するという役割を果たしている一方、指名された業者が活用することにより「談合の温床になりかねない」との声も一部にある。
- コラムは無く、社説は元旦号のみ掲載。写真の扱いが小さく、見出し、編集方法は旧時代的となっている。「事実を事実のまま報道する」をモットーにしており、淡白な記事が多く、連載や特集など読みもの記事は少ない。原稿到着次第の編集により、記事が頁を跨ってあちこちに分散、作り手本位の割付けといえる。
- 2000年ころまでは北海道開発局や北海道庁などの官公庁の発注部署では多く購読されていたが、購読部数の改定が行われ激減した。月額32400円の購読料は、国内日刊紙で最も高額。ライバル紙である北海道建設新聞には購読部数などで大きく差をつけられてしまっている。

## 日刊教育版
- 国内で唯一の日刊教育専門紙。通常12頁建て。主読者層は公立学校、北海道教育委員会。私立学校や民間塾、個人には浸透していない。日刊建設版と同様、情報ソースは官庁が多く、民間分野の記事が少ない。北海道教育委員会の広報的な役割が強く、教頭、学校長の採用試験には必読と言われている。月額12960円。

## 本社・支社
- 本社：札幌市中央区北5条西6丁目 北海道通信ビル
- 支社：東京・旭川・函館・帯広・釧路・岩見沢
- 支局：室蘭・網走・北見・小樽・稚内・留萌・浦河・根室・倶知安・江差